# Бхути

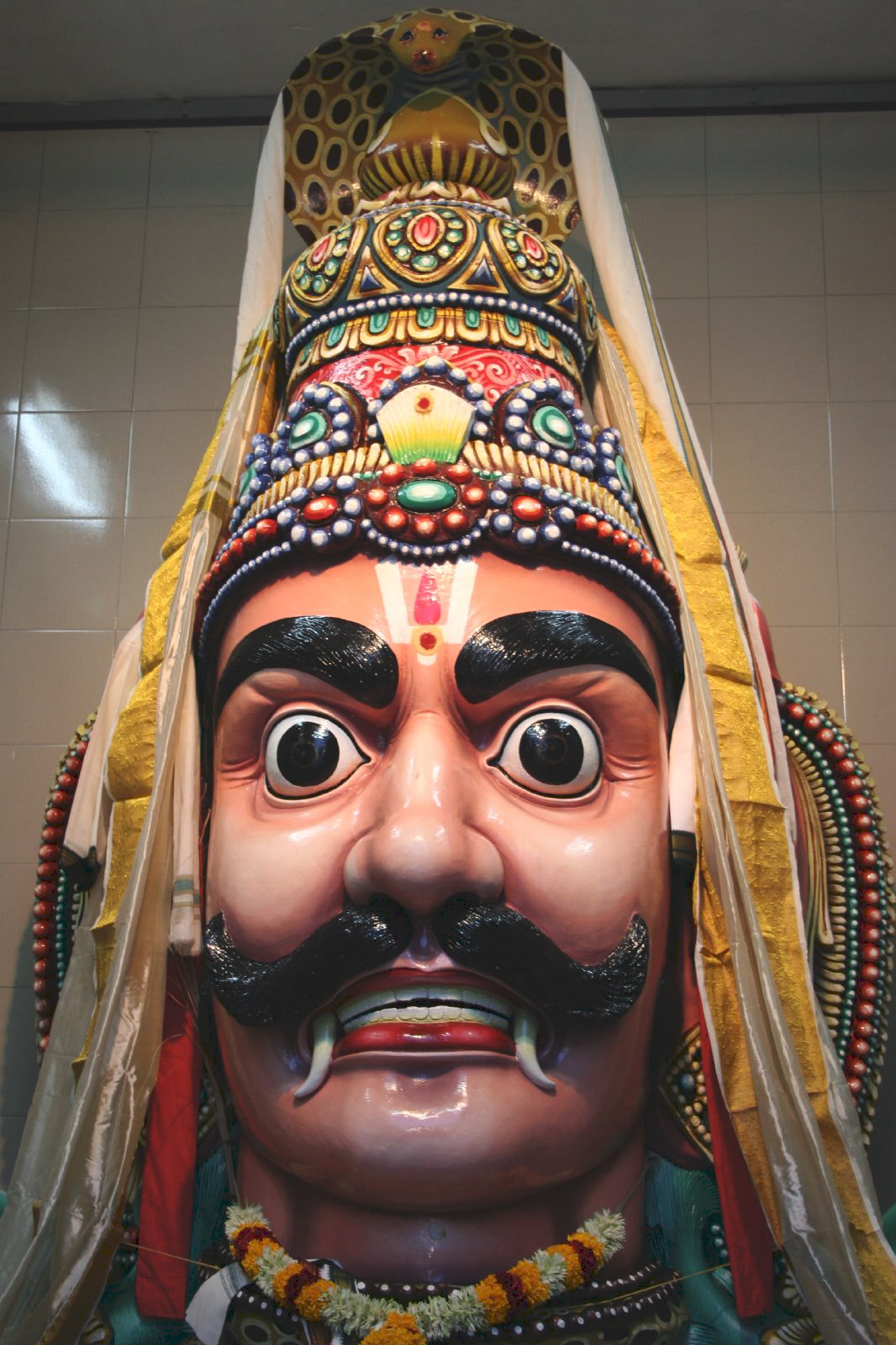
Статуя із зображенням бхута

Бхути (з д.-інд. «колишні») — в індуїстської міфології демонічні істоти, що належать до почту Шиви (одне з імен Шиви — Бхутешвара, «Владика бхут»); іноді ідентифікуються з претами, духами померлих. Бхути зазвичай ворожі людям, живуть на кладовищах і харчуються людським м'ясом, але можуть бути також хранителями села або будинку, де вони оселилися. За віруваннями, Бхути — перевертні, які можуть перетворюватись на свиней, коней, велетнів, карликів тощо.
Бхута або прет — злий привид людини, який помер в результаті нещасного випадку або самогубства. Вони з'являються, як мерехтливі вогні або туманні плями, що не відкидають тіней. Зазвичай бхути блукають ночами і нападають на людей як вампіри. Їх можна виявити якщо підпалити куркуму і посвітити на туманну хмару, і якщо воно не кидає тіні — значить це бхут.
Вважається, що бхути можуть вселятися в тіло людини і доводити його до самогубства. Але більшість людей захищені, так як вони ходять по землі, а бхути ніколи не торкаються до неї, ширяючи над землею. У Бгаґавад-Ґіті Крішна оголошує, що люди, які поклоняються бхутам, самі стають бхутами.
Слово «Bhut» у сучасній мові гінді використовується, щоб позначити примару.